# レッド・マウンテン
『レッド・マウンテン』（原題：LOC Kargil）は、2003年に公開されたインドの戦争映画。カルギル紛争におけるヴィジャイ作戦とトローリングの戦いを描いた作品であり、監督・製作・脚本をJ・P・ダッタが務めている。上映時間は247分であり、これはインド映画史上5番目の長編映画となる。劇中歌はアヌー・マリク、音楽はアディーシュ・シュリーヴァースタヴァが担当し、サウンドトラックは150万枚の売り上げを記録した。

## あらすじ
1999年5月、インドとパキスタンが領有権し合うカシミールの管理ライン(LOC)インド側のカルギル地区にてパトロールにあたっていたインド軍部隊の通信途絶が相次いで起きカシミール駐屯部隊はすぐさま捜索隊を派遣、その後、パキスタン側から侵入した反インド政府ゲリラによる攻撃あると判明。
軍上層部はすぐさま治安回復の為に部隊を派遣するが、ゲリラの攻撃の裏にパキスタンの関与を判明する。戦闘になるインド・パキスタンの両軍部隊。ここに第三次印パ戦争以来28年ぶりに印パが直接対決するカルギル紛争が勃発した。

## キャスト
- クシャール・タクール - ラージ・バッバル（英語版）
- ウメシュ・シン・バワ - キラン・クマール（英語版）
- マゴッド・バサッパ・ラヴィンドラナス - アシーシュ・ヴィディヤルティ
- ラリット・ラーイ（英語版） - スディーシュ・バリー（英語版）
- ヨーゲシュ・クマール・ジョーシー（英語版） - サンジャイ・ダット
- ラヴィンドラナス・ヴィシュワナタン - モニシュ・バール（英語版）
- ラジェシュ・シン・アディカリ（英語版） - カラン・ナート（英語版）
- マノージュ・クマール・パンディ（英語版） - アジャイ・デーヴガン
- サンジャイ・クマール（英語版） - スニール・シェッティ（英語版）
- アヌージ・ナヤール（英語版） - サイーフ・アリー・カーン
- ヴィクラム・バトラ - アビシェーク・バッチャン
- ヨゲンドラ・シン・ヤーダヴ（英語版） - マノージュ・バージペーイー
- パドマパニ・アーチャールヤ（英語版） - アッキネーニ・ナーガールジュナ
- ディーパク・ランパル - サンジャイ・カプール（英語版）
- ヘマ - ラーニー・ムカルジー
- シムラン - カリーナ・カプール
- ランパルの妻 - ラヴィーナー・タンダン（英語版）
- サント - イーシャ・コピカール（英語版）
- ヤダブの妻 - デヴィヤ・ダッタ（英語版）